# Międzynarodowy Festiwal Teatralny „Kontakt”
Międzynarodowy Festiwal Teatralny „Kontakt” – festiwal teatralny odbywający się od 1991 roku w Toruniu, będący kontynuacją Festiwalu Teatrów Polski Północnej, odbywającego się w latach 1956–1989. Organizuje go Teatr im. Wilama Horzycy w Toruniu. W festiwalu biorą udział artyści teatralni z Europy Środkowo-Wschodniej, którzy prezentują się na deskach Teatru im. Wilama Horzycy oraz w innych wybranych miejscach (np. w zajezdni tramwajowej w 1997 roku). Obok występów teatralnych podczas wydarzenia prezentowane są również wystawy handlowe lub artystyczne. Od 2010 roku festiwal odbywa się co dwa lata, na przemian z Festiwalem Debiutantów „Pierwszy Kontakt”. W 2024 roku odbyła się 28. edycja festiwalu.